# Portrait de Francesco Boldini
Le Portrait de Francesco Boldini est une peinture à l'huile sur bois de 17,5 × 13 cm réalisée par le peintre italien Giovanni Boldini. Datée vers 1859, elle est conservée au musée Giovanni Boldini à Ferrare à la suite de son achat à Emilia Cardona, la veuve du peintre, en 1974. 

## Histoire
Le tableau est considéré par certains comme l'effigie de son frère Francesco, décédé à l'âge de vingt ans en 1864, et, sur la base de cette hypothèse, attribué vers 1859. En raison de la fabrication libre et synthétique et du rendu émotionnel intense du modèle, certains critiques pensent plutôt que ce petit panneau a peut-être été réalisé après le séjour à Florence de l'artiste en 1864, une expérience qui marque fortement le style du peintre dans un sens réaliste et oriente vers un renouvellement des canons du portrait.

## Analyse
Les traits somatiques tendres de l'enfant sont construits par des coups de pinceau mesurés et une nuance savante, tandis qu'un dessin plus cursif est réservé à la veste grise sur laquelle se détache le beau nœud blanc et noir.